# Матмо (тайфун, 2014)
Тайфун Матмо (англ. Typhoon Matmo; на Филиппинах как Тайфун Генри) — десятый получивший название тропический циклон и четвёртый тайфун текущего сезона на Тихом океане. Тайфун обрушился на Тайвань.

## Метеорология

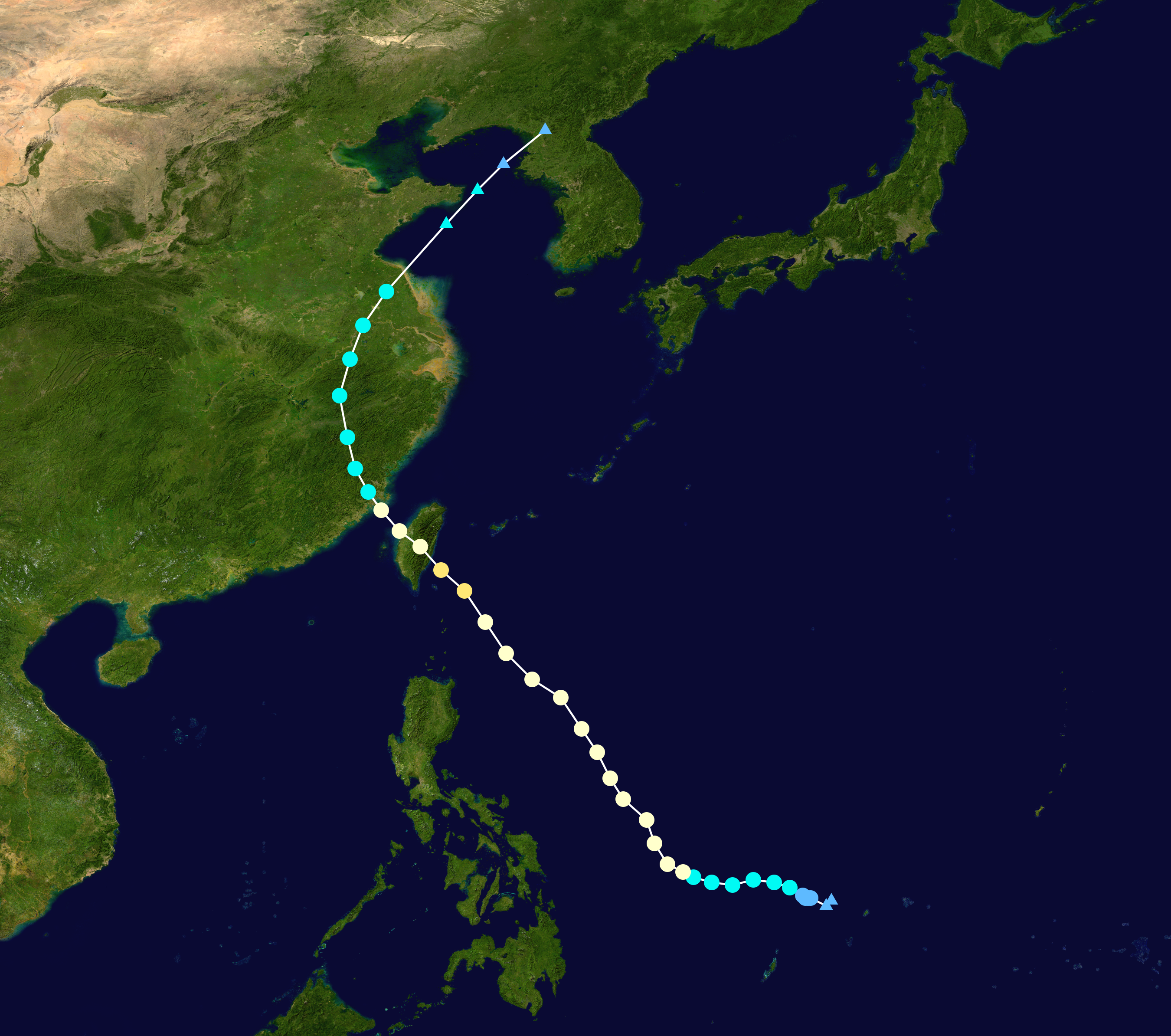
Карта, показывающая перемещение и интенсивность тайфуна Матмо по шкале Саффира — Симпсона

13 июля 2014 года в экваториальном поясе сформировалось атмосферное возмущение. Так как поблизости сформировался тайфун Раммасун, возмущение начало спадать.
16 июля 2014 года Японское агентство JMA классифицировало возмущение как «слабую тропическую депрессию», которая постепенно начала набирать силу. В то же время JTWC объявило угрозу TCFA. На следующий день JTWC повысило уровень возмущения до тропического шторма класса 10W, а JMA назвала его Матмо (1410). 18 июля Матмо вошёл в пределы PAR, а филиппинская служба PAGASA назвала его Генри. 19 июля JMA изменила классификацию на «сильный тропический шторм», а Матмо продолжил продвигаться на запад. На следующий день система начала формироваться как тайфун, а JTWC всё ещё классифицировала его как тропический шторм. В тот же день JTWC повысила уровень до Тайфуна 1 категории, а также отслеживала перемещения на северо-запад. 22 июля JMA вновь классифицировала Матмо как «сильный тропический шторм». 23 июля JTWC повысило категорию Матмо до 2 с неясным центром.

## Подготовка и последствия
Остатки Матмо принесли обильные дожди в Южную Корею, Сеул заявлял о 15 мм. осадков. Также дожди ожидались на Хоккайдо (Япония) с прогнозами от 25 до 51 мм.

### Тайвань
На острове было эвакуировано около 5,400 туристов. Военные занимались подготовкой к возможным наводнениям.
Тайфун Матмо обрушился на Тайвань, вызвав тропические дожди и шторм 23 июля. По сообщениям один человек погиб, несколько получили ранения. Из-за последствий шторма было ранено 5 человек. Также пропал турист, который фотографировался на берегу. Ущерб сельскому хозяйству Тайваня оценивается в 594,9 млн новых тайваньских долларов (19,73 млн долл.США). Наибольшие потери понёс уезд Хуалянь, на который пришлась половина всего ущерба.
Следовавший через район тайфуна самолёт компании TransAsia из Гаосюна в Пэнху потерпел крушение, погибли 48 из 58 пассажиров.

### Китай
В Китае около Фучжоу было объявлена Оранжевая угроза. В стране погибло 13 человек, экономический ущерб составил 3,37 млрд. юаней